# Денщиков Володимир Анатолійович
Володи́мир Анатолійович Денщико́в (1 липня 1952, Київ — 21 квітня 2022) — український актор та художник. Народний артист України (2002), Заслужений діяч мистецтв Республіки Крим, почесний академік Кримської академії наук, професор.

## Біографічні відомості
Народився в 1952 році в Києві в родині науковців.
Закінчив Київський театральний інститут ім. Карпенка-Карого за фахом артист драматичного театру і кіно.
З 1975 по 2007 р працював артистом, пізніше режисером і художником-постановником Кримського академічного російського театру ім. М. Горького. Викладав в Університеті культури Сімферополя акторське мистецтво, режисуру і сценографію.
Лауреат премії АР Крим 2009 року в номінації прикладне мистецтво.

## Творчість
Авторська техніка ручного вузликового плетіння або макраме-колажу з використанням лляної нитки і декількох видів «рукотворної тканини», створеної з тієї ж нитки. В одному творі, залежно від розміру, налічується від 1 до 15 млн вузликів, зав'язаних вручну. З їх допомогою створює шати «святих».
Твори у приватних колекціях в Україні, Росії, Чехії, Угорщини, Німеччини та США.